# Little Inferno
Little Inferno är ett pusselspel från 2012 utvecklat av indiespelutvecklaren Tomorrow Corporation. Spelet släpptes först till Wii U den 18 november 2012 i Nordamerika och den 30 november 2012 i Europa. Samma år släpptes det till Microsoft Windows på Steam. 2013 släpptes det också till IOS, OS X, Linux och Android.

## Spelets gång
Little Inferno utspelar sig framför en eldstad som spelaren använder för att sätta fyr på diverse saker, som exempelvis leksaker, dockor och elektronik. Spelaren kan elda upp olika kombinationer av objekt för att se hur de reagerar, eftersom de flesta sakerna har unika egenskaper. 

## Om spelet
Little Inferno är klassat som ett sandlådespel eftersom det innehåller få uppgifter som ska slutföras och man kan heller inte misslyckas i spelmomenten. Spelet utformades som en satir över liknande spel där spelaren tillbringar mycket tid med att utföra uppgifter som upplevs som olönsamma.  

## Mottagande
Spelet mottogs med blandade reaktioner när det släpptes. Vissa recensenter hyllade det unika spelupplägget och de satiriska berättelsen, medan andra menade att upplägget var för enkelt. 
2013 vann Little Inferno kategorin Technical Excellence vid Independent Games Festival.